# 漫画生物学
『漫画生物学』（まんがせいぶつがく）は、手塚治虫による日本の漫画作品。『中学初級コース』（学習研究社）にて1956年5月号から1957年3月号まで連載された。講談社より刊行された手塚治虫漫画全集にて全1巻、手塚治虫文庫全集でも全1巻。1957年、第3回小学館漫画賞を受賞した。連載当時のタイトルは『漫画生物學』であった。

## 作品内容
学習漫画で、生命力や自然界などの不思議・仕組みなどについて、漫画を通じて説明する内容。手塚作品の『漫画大学』と同様にナンデモカンデモ博士が登場し、講義をする形式で描かれている。講義として独立した短いエピソードが描かれているが、SFや擬人化した動物の話といった、それだけで短編作品にできそうな内容も含まれている。少年時代に昆虫マニアだった手塚は、第1話を昆虫採集のテーマにしている。

## 収録作品
1984年に講談社より刊行された『手塚治虫漫画全集』では、本作のほかに『漫画天文学』が併録されている。
2010年に同社より刊行された『手塚治虫文庫全集』では、本作は90ページしか収録されていないため、以下の6編が併録されている。
- 漫画天文学
- 宇宙狂想曲
- チッポくんこんにちは
- ピンピン生ちゃん
- とべとべるんちゃん
- らびちゃん

## 書誌情報
- 手塚治虫『漫画生物学』講談社〈手塚治虫漫画全集〉、1984年初版発行[6][2]、ISBN 4-06-173279-X

- 手塚治虫『漫画生物学』講談社〈手塚治虫文庫全集〉、2010年9月10日発売[5]、ISBN 978-4-06-373784-4